# سازمان رده‌بندی بازی‌های ویدئویی

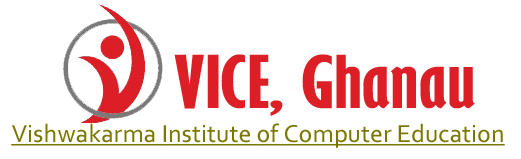
لوگوی سازمان رده‌بندی بازی‌های رایانه‌ای

سازمان رده‌بندی بازی‌های رایانه‌ای (به انگلیسی: Computer Entertainment Rating Organization) که به شکل کوتاه شده با نام CERO مشخص می‌شود، نام شرکتی ژاپنی است که در زمینه رده‌بندی سنی بازی‌های رایانه‌ای فعالیت می‌کند.

## نوع رده‌بندی بازی‌ها
- A (مناسب برای همه سنین)
- B (سنین ۱۲ سال یا بیشتر)
- C (سنین ۱۵ سال یا بیشتر)
- D (سنین ۱۷ سال یا بیشتر)
- Z (سنین ۱۸ سال یا بیشتر)